# Augustin Popa
Augustin Popa (n. 1893, Ciugudu de Jos, județul Alba – d. 1974, Statele Unite ale Americii) a fost un membru al Comitetului Executiv și președinte al Partidului Național-Țărănesc, filiala din județul Târnava Mică, deputat în Parlamentul României. A fost profesor de Drept canonic și Sociologie la Academia de Teologie Greco-Catolică din Blaj. A colaborat în perioada interbelică la cele două mari publicații blăjene: „Unirea” și „Cultura Creștină”, pe care le-a și condus o vreme.
În vara 1944, liderii partidelor importante (Partidul Național Țărănesc, Partidul Național Liberal, Partidul Socialist-Titel Petrescu) au decis constituirea unei structuri de conducere a Statului (un Triumvirat) care la 27 august 1944 să-l înlăture pe Ion Antonescu și guvernul M. Antonescu, să scoată România din războiul cu URSS și Aliații, intrând în coaliția antihitleristă, să pregătească țara pentru redemocratizare și alegeri libere. Conducerea Triumviratului urma să fie exercitată de un Prim-Triumvir și acesta a fost desemnat în persoana Prof. univ. Augustin 'Gusti' Popa (v. Magazin Istoric, 1998)
În perioada comunistă se refugiază în Occident, stabilindu-se mai întâi în Franța, apoi în Statele Unite.
În SUA a devenit Director și Redactor-Șef al Secției Române a postului de radio Vocea Americii - editorialele sale citite personal duminica după masă (ora României) au ținut ridicat moralul populației din România bolșevizată.

## Scrieri
- Rătăcirea extremistă, editorial pe marginea atentatului la viața profesorului Traian Bratu, Cultura Creștină, februarie-martie 1937.